# F/A-18 хорнет
F/A-18 хорнет (енгл. F/A-18 Hornet, превод: Hornet — стршљен) је амерички вишенамјенски борбени авион, погоњен са два двопроточна турбомлазна мотора Џенерал електрик F404.
Конципиран је седамдесетих година прошлог века за оперативну употребу у Америчкој морнарици и Маринском корпусу. Хорнета користе и друге земље, али као копнени авион. Једино се оперативно користи у Америчкој морнарици на носачима авиона. Такође, у употреби је у акробатској групи Америчке морнарице Блу анђелс (енгл. Blue Angels), од 1986. године. Задаци којима је Хорнет намењен, првенствено су ловачка пратња, заштита поморске флоте, блиска ваздухопловна подршка, напади на циљеве на тлу и извиђање из ваздушног простора. Међутим, он може извршавати задатке пресретања непознатих летелица и пуњење горивом пријатељских авиона, у ваздушном простору. Иако је добар борбени авион, одличних маневарских карактеристика, Хорнет има нешто мањи долет, у односу на своје савременике. То је исправљено његовим даљим развојем, у савременију варијанту F/A-18E/F супер хорнет.
F/A-18 хорнет је допуњавао у оперативној употреби и замењивао у Америчкој морнарици, свога познатог претходника F-14 томкет у намени ловца и ловца-бомбардера, а А-6 интрудера и А-7 корсер II, у подршци.
Произведен је у 1.481 примерак.
Хорнет је имао своју прву борбену акцију у 1986. години, при америчком бомбардовању Либије, а потом су учествовали у Заливском рату 1991. и инвазији Ирака 2003. године. На основу његових основа пројекта развијен је F/A-18E/F супер хорнет.

## Развој

### Историјат
Развој F/A-18 је резултат америчког програма Морнаричког експерименталног ловца (енгл. Naval Fighter-Attack, Experimental) (VFAX), за замену постојећих старијих авиона А-4 скајхок, А-7 корсер II и F-4 фантома 2 и као допуну у оперативној употреби, већем F-14 томкету. Међутим, програм је имао много критичара, међу којима си били и морнарички официри, као и вицеадмирал Вилијам Д. Хаусер, главнокомандујући морнаричке авијације.
У августу 1973. године, Конгрес САД, одобрио је морнарици програм нискобуџетног обезбеђења алтернативе авиону F-14 томкет. Граман је предлагао модификацију постојећег Томкета, са новом ознаком F-14X, док је Макдонел Даглас предлагао F-15 игл који би био прилагођен морнарици. Оба пројекта су одбијена, јер им цена није била битно нижа у односу на постојећи F-14. Тог лета секретаријат одбране је је наредио морнарици да упоредно процени предности програма лаког ловца америчког ваздухопловства (LVF) (енгл. Lightweight Fighter)), разматрана су се два прототипа, YF-16 General Dynamicsа и YF-17 Нортропа. Ваздухопловство је тражило дневни борбени авион без нападачких способности. У мају 1974. године, 34 милиона долара са пројекта морнарице VFAX је пребачено на нови програм морнаричког борбеног авиона (NACF), са намером да се искористи максимум технологије развијене у програму лаког ловца LVF.

### РазвојYF-17
Иако је YF-16 победио у LVF конкуренцији (касније постао F-16 фајтинг фалкон), морнарица је била скептична по питању, колико је реално и економично од једномоторног копненог авиона репројектом развијати морнарички, за полетање и слетање са носача авиона. Одустало се од те идеје и тражила се дозвола за развој новог авиона на бази решења YF-17. Како авиони који су конкурисали у LVF нису имали сличне пројектне захтеве са морнаричким програмом VFAX, Америчка морнарица је тражила од Макдонел Дагласа и Нортхропа да пројектују нови авион, на бази конфигурације YF-17, према њиховим захтевима. Тај нови авион је означен F-18, а касније, 1. марта 1977. године, додат му је и назив Хрнет (у преводу „стршљен“).

Нортроп, и Макдонел Даглас, заједно су радили на томе пројекту, са тим што је Макдонел Даглас био примарни извођач радова, а Нортхроп секундарни, јер је Макдонел Даглас имао веће искуство у градњи авиона за морнарицу. Компаније су поделиле производњу, тако је Макдонел Даглас обављао завршно склапање, што представља неких 20 процената посла, Макдонел Даглас је био примарни произвођач делова за морнаричку верзију, док је Нортроп репројектом развио и финално склапао и вршио завршна испитивања „копнене“ варијанте F-18L, за коју се претпостављало да ће бити заинтересовани инострани корисници. 
У почетку је F-18 био означен као Макдонел Даглас 267, сем основне конфигурације, доживео је драстичне промене како би могао да се користи на носачу авиона. Те промене су укључивале другачији стајни трап, склапајућа крила, катапулт приликом полетања, као и куку за хватање ужета за заустављање приликом слетања авиона на палубу брода.
Почетни план је предвиђао градњу укупно 780 примерака, F-18А једноседа ловаца и варијанте за примарно дејство ваздух — тло, А-18А, који су се разликовали само у опреми и TF-18А двоседа, који је задржао комплетне борбене способности основног F-18, али је имао нешто мање резервоаре за гориво, због уградње другог седишта. Са репројектом опреме, и мултифункционалним приказивачима у кабини, постало је могуће комбиновати А-18А и F-18А у један авион. Од 1980. године, авион почиње да носи ознаку F/A-18А од 1. априла 1984. године, а TF-18А је добио је ознаку F/A-18Б.

### НортропF-18L
Нортроп је развио „копнену“ варијанту авиона F-18L, као потенцијално извозну, за кориснике који немају носаче авиона. Пошто није био ојачаван по прописима за носач авиона, очекивало се да буде лакши и да има боље летне карактеристике, а као такав да буде убедљив конкурент постојећем F-16 фајтинг фалкону, за продају америчким савезницима. F-18L је био лакши за 3.490 kg (око 30%) од F/A-18A, по основу лакшег (неојачаваног) стајног трапа, без решења склапања крила, без куке за кочење, без прихвата за бродско лансирање и због мање количине горива, за исти долет. То је још увек задржало 71% заједништва са морнаричким оригиналом F/A-18, гледано тежину делова и 90% од опреме и система, иако су у овом сегменту понуђене разне алтернативе. За разлику од F/A-18, F-18L гориво је носио у крилним резервоарима и имао је довољно слободних подвесних линија за поткачињање оружја. Он је имао три спољна носача на свакој страни крила.
F-18L верзија се доста поклапа са авионом Америчке морнарице F/A-18A, намена као „копнена“ варијанта за извоз, са различитим алтернативама опремања. То је у суштини лакша варијанта F/A-18A за око 1.130 до 1.360 kg (празан опремљен). Његов капацитет подвешавања оружја је повећан од 6.210 kg на 9.070 kg. Углавном, то је постигнуто ослобађањем крила за већи број подвесних носача, од 9 на 11. Код F-18L, спољашњи носачи оружја су померени на мањи крак и тако су смањена оптерећења крила на савијање. Са овим је постигнуто да може да носи ракете ваздух-ваздух средњег домета AIM-7 спероу или Скајфлеш, поред стандардних кратког домета AIM-9 сајдвиндер. F-18L је ојачан за нормално убрзање 9 g, а морнаричка варијанта F/A-18A на 7,5 g.
Ова ситуација је погоршала партнерство између Макдонел Даглас и Нортроп, услед отворене конкуренције у продаји иностраним партнерима две „копнене“ варијанте авиона, F-18L и F-16 фајтинг фалкон. У октобру 1979. године, Макдонел Даглас је поднео више тужби за злоупотребу заједничке технологије примењене у варијанти авиона F-18L, у понуди Нортропу иностраним партнерима без сагласности другог партнера. Макдонел Даглас је затражио забрану. Случај је решен у 1985. години, када су се нагодили да Макдонел Даглас исплати Нортропу 50 милиона долара за права на комплетан пројекат. Тада је Нортроп престао рад на F-18L, а извоз је сведен само на варијанте авиона F-16 фајтинг фалкон и F/A-18.

## Пројекат
-18 хорнет је двомоторни, средњокрилац, вишенаменски тактички борбени авион. Веома је покретан, захваљујући добром односу потиска погона према укупној тежини авиона, са дигиталним електричним командама лета, а и најмодернијим „стрејксовима“ крила. Ови додаци у предњем кореном делу крила обезбеђују Хорнету управљивост и стабилан лет и при великим нападним угловима.
Поседује два вертикална стабилизатора, међусобно постављена под „V“ углом са диференцијалним отклањањем, што је још једна специфичност пројекта, а такође доприноси његовој управљивости при лету на великим нападним угловима.
Авион Хорнет је нормалне аеродинамичке шеме. Структура змаја, намењен је за ресурс од 6 хиљада сати лета, на 2 хиљаде полетања помоћу катапулта и 2 хиљаде слетања користећи кочећу куку. Пројекат ваздухоплова поседује удвојене системе енергетског напајања, по један интегрисан на авионски мотор.
Труп авиона је типа полу-монокок. Одељак, кабине је обликован за безбедност од оштећења.
Хорнет има масиван стајни трап, типа трицикла, са два точка на носној нози и опремом за прихват од бродског катапулта за убрзавање у полетању, са по једним точком на снажним увлачећим главним ногама.
Пилот улази у Хорнет помоћу уграђених мердевина које се увлаче с леве стране кабинског дела трупа, а седа у избациво седиште Мартин Бекер Mark 10.
Крило је вишерамењачно, са преткрилцима, крилцима и закрилцима. Трапезног је облика са углом стреле од 20 степени нападне ивице, а излазна ивица му је нормална, у односу на раван симетрије авиона. Има преткрилца дуж целог размаха, а дуж излазне ивице има закрилца са једноструким прорезом, а у продужетку крилца. Преткрилца и закрилца се аутоматски отклањају, у зависности од нападног угла и Маховог броја у условима оштријег маневрисања у борби и повећању аеродинамичке ефикасности у лету при крстарењу. Једна од карактеристика је присуство издужене површине сложеног облика „стрејкса“, за спречавање отцепљења ваздушне струје у корену крила. Ефекат се постиже стварањем вртлога, који обезбеђују лет авиона на великим нападним угловима. Између усисника и трупа постоји процеп за уклањање граничног слоја на трупу, испред усисника за ваздух. 
Погон се састоји од два мотора Генерал Елецтриц F404, модуларно пројектована специјално за F/A-18. Мотори су међусобно одвојени противпожарним зидом од титанијума. Потисак једног мотора је довољан да врати авион у своју базу.
НАСА је користила Хорнета за истраживање лета на малим брзинама, на екстремно великим нападним угловима, у периоду од априла 1987. до септембра 1996. године. Велика закрилца на излазној ивици крила са улогом флаперона, преткрилца великог размаха, са програмираним управљањем рачунаром при лету, са коришћењем и свих осталих управљачких површине при малим брзинама Хорнет је био веома управљив. Обезбеђена му је управљивост на великим нападним угловима, од 65-70 степени.
Хорнет је био међу првим летелицама која је у великој мери користила мултифункцијски приказивач у кабини, који је омогућавао пилоту да са прекидачем бира намену ловца, подршке или обадвоје, вршећи реконфигурацију рачунарског система. Ова „могућност мултипликатора“, помоћу брзе реконфигурације рачунара задатака, омогућава велику оперативну флексибилност за широку тактичку примену авиона, што захтева брза измена сценарија борбе у ваздушном простору. То је био први авион морнарице да угради дигиталну мултиплекс магистралу података, што му обезбеђује лаку надоградњу нове допунске опреме.
-18 хорнет поседује примарни сензор Хјузов AN/APG-65 водом хлађени мултимодни радар, са режимом рада напада циљева на тлу, борбу у ваздушном простору и за навигацију. Одбрамбене системе чине пријемник (РВР) радарског упозорења AN/ALR-50, систем за пасивну заштиту AN/ALE-39, и један активни ометач AN/ALQ-126B.

Код Хорнета је значајно то што је пројектован по критеријуму скраћивања времена потребног за одржавање, а као резултат постигнуто је много мање потребног застоја између два лета, у односу на сличне авионе из те категорије F-14 томкет и A-6 интрудер. Његово просечно време између два суседна квара је три пута дуже од било ког другог морнаричког борбеног авиона.' Двопроточни турбомлазни мотори Генерал Елецтриц F404', савремено су пројектовани, високе поузданости и једноставног одржавања. Показују изузетну чврстину под различитим условима рада и велику отпорност. Мотор F404 се повезује са ваздухопловом само у 10 тачака и може се лако заменити без посебне опреме и то само са четири извршиоца. Замена мотора траје само 20 минута.
Мотори усисавају ваздух код Хорнета, као и код F-16, са једноставним усисницима, „фиксне“ геометрије, док су на F-4, F-14 и F-15 променљиве, са променљивом површином улазног пресека. То је код Хорнета ограничавајући фактор максималне брзине, али је једноставније решење, поузданије и лакше за одржавање. Тај сегмент допунске веће брзине нема посебан оперативни значај. Хорнет га се ипак није у потпуности одрекао, користи бочне отворе за ваздух да успори и смањи количину ваздуха на већим брзина лета. Иако то није тако ефикасно као аутоматски променљива геометрија усисника, бочни отвори функционишу довољно добро за постизање брзине лета еквивалента Маховог броја 2.
Студија 1989. године је показала да су ловци једноседи погодни за задатке ваздух-ваздух, док су двоседи погоднији за комплексније мисије напада против добро брањених циљева, по свим временским условима. Суштина је у томе што више очију више виде, у случају да два пилота седе у истом авиону или лете у засебним, близу један другог. Ловци једноседи, који немају бочне пријатељске пратње, далеко су више угрожени.

### Надоградња пројекта
У 1990. години, Америчка морнарица је била суочена са потребом да замени своје тадашње старе авионе A-6 интрудерсе и A-7 корсере, без новог потпуног развоја за одговарајућу замену. Да би решили овај проблем, морнарица је надградњом развила F/A-18E/F супер хорнет. Хорнет и Супер хорнет испуњавају комплементарне улоге у арсеналу ратне морнарице, у периоду док се не уведе у оперативну употребу F-35 лајтнинг II, који ће првенствено заменити варијанту F/A-18A-D хорнет.
Морнарица се одлучила да повећа век употребе одређених F/A-18 до 10.000 сати лета, због кашњења F-35B.

## Производња
Први произведен F/A-18A, полетео је 12. априла 1980. године. Након тога покренута је производња 380 примерака (укључујући и девет за развој система), производња је преусмерена на F/A-18C, у септембру 1987. године.
У наредној табели је дат преглед производње Хорнета.
| Укупни преглед произведених авиона F/A-18 хорнет, у свим варијантама | Укупни преглед произведених авиона F/A-18 хорнет, у свим варијантама | Укупни преглед произведених авиона F/A-18 хорнет, у свим варијантама | Укупни преглед произведених авиона F/A-18 хорнет, у свим варијантама |
| Варијанта                                                            | Број                                                                 | Наручилац                                                            | Ознака                                                               |
| -------------------------------------------------------------------- | -------------------------------------------------------------------- | -------------------------------------------------------------------- | -------------------------------------------------------------------- |
| YF-17                                                                | 2                                                                    | Носилац развоја                                                      | Нортроп демонстратор                                                 |
| F/A-18A                                                              | 9                                                                    | Носилац развоја                                                      |                                                                      |
| F/A-18A                                                              | 370                                                                  | Морнарица САД                                                        |                                                                      |
| F/A-18A                                                              | 98                                                                   | Канада                                                               | AKA CF-18A или CF-188A                                               |
| F/A-18A                                                              | 57                                                                   | Аустралија                                                           | AKA AF-18A                                                           |
| F/A-18A                                                              | 60                                                                   | Шпанија                                                              | AKA EF-18A или C.15                                                  |
| Укупно: 594 примерка                                                 |                                                                      |                                                                      |                                                                      |
| F/A-18B                                                              | 2                                                                    | Носилац развоја                                                      |                                                                      |
| F/A-18B                                                              | 40                                                                   | Морнарица САД                                                        |                                                                      |
| F/A-18B                                                              | 40                                                                   | Канада                                                               | AKA CF-18B или CF-188B                                               |
| F/A-18B                                                              | 18                                                                   | Аустралија                                                           | AKA ATF-18A                                                          |
| F/A-18A                                                              | 60                                                                   | Шпанија                                                              | AKA EF-18A или C.15                                                  |
| Укупно: 112 примерака                                                |                                                                      |                                                                      |                                                                      |
| F/A-18C                                                              | 466                                                                  | Морнарица САД                                                        |                                                                      |
| F/A-18C                                                              | 32                                                                   | Кувајт                                                               | AKA KAF-18C                                                          |
| F/A-18C                                                              | 26                                                                   | Швајцарска                                                           |                                                                      |
| F/A-18C                                                              | 57                                                                   | Финска                                                               |                                                                      |
| Укупно: 581 примерак                                                 |                                                                      |                                                                      |                                                                      |
| F/A-18D                                                              | 161                                                                  | Морнарица САД                                                        |                                                                      |
| F/A-18D                                                              | 8                                                                    | Кувајт                                                               | AKA KAF-18D                                                          |
| F/A-18D                                                              | 8                                                                    | Швајцарска                                                           |                                                                      |
| F/A-18D                                                              | 7                                                                    | Финска                                                               |                                                                      |
| F/A-18D                                                              | 8                                                                    | Малезија                                                             | Без једноседа                                                        |
| Укупно: 192 примерка                                                 |                                                                      |                                                                      |                                                                      |
| Укупно свих варијанти: 1.479 примерака, без YF-17.                   |                                                                      |                                                                      |                                                                      |

## Оперативна употреба

### Сједињене Америчке Државе
Макдонел Даглас је испоручио свој први F/A-18 хорнет 13. септембра 1978. године.
Хорнети су уведени у оперативну употребу у амерички марински корпус 7. јануара 1984. године.
Пошто је произведено 380 F/A-18А примерака, компанија је прешла на производњу варијанте F/A-18C у септембру 1987. године. Када је А-6 интрудер изашао из употребе 1990. године, те га је заменио F/A-18.

### Аустралија
Краљевско ваздухопловство Аустралије је наручило 57 F/A-18A једноседа и 18 F/A-18B двоседа. У употреби се тренутно налази 71 примерак, док су 4 страдала. Планови су да се авиони до 2015. године, замене са F-35 лајтнинг II.
Аустралијска влада је одлучила да 2007. године, набави 24 F/A-18F супер хорнета, блок 2, са трошковима приближно од 6 милијарди долара у току 10 година. Њима ће се придружити F-35. Супер хорнети ће бити стационирани у бази Амбрелеј (енгл. Base Amberley).
Аустралија је 2001. године, послала 4 своја авиона на острво Дијего Гарсија, на ком се налази америчка војна база, а у циљу учествовања у операцији против Талибана у Авганистану. Ради учествовања у нападима при инвазији на Ирак, 2003. године, 75. екскадрила је са 14 авиона стационирана у Катару, а заменили су их Супер хорнети, у марту 2015.

### Канада
Канада је била прва земља у коју су испоручени Хорнети. Они су били први купци. Хорнети су у Канадском ваздухопловству заменили CF-104 старфајтер (енгл. CF-104 Starfighter), CF-101 вуду (енгл. CF-101 Voodoo), и CF-116 фридом фајтер (енгл. CF-116 Freedom Fighter). Канадско ваздухопловство је наручило 98 примерака F/A-18A, (Канадска ознака CF-188A/CF-18A)) и 40 примерака F/A-18B (Канадска ознака CF-188B/CF-18B).
Летилице ће проћи кроз процес модернизације, који укључује побољшану опрему и нова конструктивна решења, у циљу продужавања оперативног века авиона до 2020. године. Варијанта F/A-18A ће бити доведена на стандард F/A-18C, док ће F/A-18B бити унапређена на ниво F/A-18D. Укупно 80 летелица, од којих 62 F/A-18A и 12 F/A-18B, проћи ће процес модернизације. Према подацима за 2003. годину Канада располаже са 123 „хорнета“ који су у употреби, док их је 15 изгубљено.
Током Заливског рата, 1991. године, Канада је учествовала са својих 26 Хорнета који су били базирани у Катару. У јуну 1999. године канадски авиони су коришћени приликом агресије на СРЈ, а били су стационирани у италијанској бази Авијано.
У јулу 2010. године канадска влада је објавила планове за замену преосталих CF-18 са 65 F-35 лајтнинг II, чије испоруке би требало да почну у 2016. године.

### Финска
Финско ратно ваздухопловство (Suomen Ilmavoimat ) је уговорило 64 примерка авиона типа Хорнет, у варијантама „C“ и „D“, са почетком испоруке 7. јуни 1995. године. Хорнети су заменили њихове старе авионе МиГ-21бис и Сааб 35 дракен, у оперативној употреби финског ваздухопловства. У почетку су се користили само за противваздухопловну одбрану, па F/A-18C добија локални назив ASPJ (енгл. Airborne-Self-Protection-Jammer). У принципу је Хорнетима била првобитна намена противваздухопловна одбрана, али са електронским системима које поседују они су могли нападати и циљеве на земљи и мору.
Један ловац је уништен у ваздуху приликом судара, 2001. године, а оштећени F-18C је обновљен у варијанту F-18D. За то је морао да се прибави канадска технологија за стандард CF-18B. Модификовани авион се срушио током пробног лета у јануару 2010. године. Закључено је да је узрок несреће, отказ серво цилиндра од команде хоризонталног репа.
Финска је унапредила своје F-18 новом опремом, укључујући кацигу са приказом спољне ситуације, новим кабинским приказивачима, сензорима и НАТО стандардом података слој веза. Неколико преосталих Хорнета ће бити опремљено да носе убојна средства ваздух-земља, као што је AGM-158 JASSM, у ствари враћају се оригиналној вишенаменској конфигурацији F/A-18. Надоградња обухвата набавку и интеграцију нових ракета ваздух-ваздух AIM-9X сајдвиндер и AIM-120C-7 AMRAAM. Ова надоградња процењује се да бити завршена до 2016. године. Након надоградње авиони ће остати у оперативно употреби до периода 2020—2025. године.

### Кувајт
Кувајтско ваздухопловство (Al Quwwat Aj Jawwaiya Al Kuwaitiya ) располаже са 32 летилице F/A-18C/D хорнет. Авиони су поручени пре ирачке инвазије на Кувајт августа 1990. године. Њихова испорука је отпочела 8. октобра 1991. године. F/A-18C/D хорнет су у кувајтским снагама заменили старе A-4KU скајхок.

### Малезија
Краљевско ваздухопловство Малезије (Tentera Udara Diraja Malaysia ) у свом саставу има осам авиона F/A-18D.

### Шпанија
Шпанско ратно ваздухопловство је наручило 60 EF-18А примерака и 12 EF-18B примерака хорнета („E“ је ознака за Шпанију ), док их Шпанско ратно ваздухопловство означава као C.15 (једносјед ) и CE.15 (двосед ). Испорука летелица Шпанији, започела је 22. новембра 1985. године. Тренутно су сви ти авиони унапређени у стандард F/A-18А+/Б+, који је сличан F/A-18C/D (ова верзија поседује последњу генерацију рачунара задатака, који управља оружјем у датој мисији, сетове за складиштење података, нове електро инсталације и друга унапређења као што су AN/AAS-38B NITE хавк таргетинг (енгл. AN/AAS-38B NITE Hawk targeting), за ноћно обележавање циљева).
Шпанија је 1995. године, изразила је жељу за куповином 24 бивших америчких F/A-18А и опцијом са још шест. Ти авиони су унапређени, али нису достигли стандард .
Шест примерака шпанских F/A-18 је изгубљено.
Шпански авион и су коришћени за земаљске нападе на Србе у Босни, и у бомбардовању СРЈ под НАТО командом. Током тих напада били су стационирани у бази Авијано коју су дијелили заједно са канадским и америчким F/A-18. Током догађаја у Либији, четири Шпански Хорнета учествовала су у спровођењу зоне забране летова.

### Швајцарска
Швајцарско ваздухопловство (Switzerland's Luftwaffe ) посједује 34 летилице F/A-18, од тог су 26 F/A-18A/C/D. Један F/A-18Д је изгубљен, у удесу. Испорука авиона Швајцарској је почела 25. јануара 1996. године.
Крајем 2007. године Швајцарска је захтевала да њени F/A-18A/C/D буду укључени у програм модернизације, који се тада одвијао у Америци, у циљу продужења оперативног века својих авиона. Модернизација је укључивала унапређену опрему, нови главни рачунар и 44 сета опреме за електронску заштиту AN/ALR-67v3 ECM.

## Борбена употреба
У току своје оперативне употребе, Хорнети су имали и борбена дејства, у неколико локалних ратова и криза.

#### Заливски рат
Два америчка F/A-18 су уништена заједно са њиховим пилотима за време трајања Заливског рата. 17. јануара 1991. године, првог дана рата, поручник Скот Спеичер који је летио на Хорнету са ознаком ВФА-81, оборен је од стране Ирачког авиона МиГ-25, пилот се и даље води као нестао у акцији. Другим F/A-18 је управљао поручник Роберт Двајер, који се званично водио као погинуо у борби, његов авион је оборен под неразјашњеним околностима.
Са друге стране пилоти F/A-18 су оборили два Ирачка авиона током борби, оба оборена авиона су била МиГ-21. Првог дана рата два Хорнета су полетела са америчког носача авиона (енгл. Saratoga) у мисију бомбардовања аеродрома на северозападу Ирака, у току лета су спазила два ирачка авиона типа МиГ-21. Хорнети су оборили МиГ-ове и наставили летети према планираном циљу, који су успешно бомбардовали. То је уједно случај, да авиони који су полетели у мисију бомбардовања земаљских циљева, уђу у борбу у ваздушном простору без одбацивања борбеног терета намењеног за планирани основни задатак и да оборе непријатељске авионе, а касније изврше и свој почетно планирани задатак бомбардовања.
О издржљивости Хорнета сведочи чињеница да је био случај када је погођен топовима у оба мотора, и у крило, наставио је да лети 201 km, до своје базе. У току трајања Заливског рата, 10 Хорнета је оштећено, док су два оборена.

#### Босна и Савезна Република Југославија
Авиони  Америчке морнарице, заједно са авионима F/A-18A/C/D америчких маринаца су коришћени за нападе на Србе у Босни, као и за НАТО бомбардовање СРЈ 1999. године.

#### Ирак
Током операције Ирачка слобода, коришћени су Хорнети Америчке морнарице, варијанте F/A-18A/C (као и новије F/A-18E/F). Тада су полетали са носача авиона који су били смештени у северном Арабијском мору. Касније, у конфликту су коришћене унапређене верзије A+, C, D, полетали су из база у Ираку. Један F/A-18C је случајно оборен у пријатељској ватри, на самом почетку сукоба, када га је систем патриот заменио за ирачки авион и оборио. Два авиона су се сударила изнад Ирака у мају 2005. године. У ниском лету, у јануару 2007. године, сударила су се два морнаричка F/A-18E/F супер хорнета и срушили су се у Персијском заливу.

#### Либија
Авиони F/A-18 хорнет су први пут употријебљени у борби априла 1986. године, када је летелица са ознаком VFA-131 полетела са америчког носача авиона УСС Корално море и напала либанске снаге противваздухопловне одбране у операцији Преријска ватра, током напада на Бенгази у склопу операције Кањон Ел Дорадо.

## Варијанте
|         |         |         |         |         |         |
| F/A-18A | F/A-18B | F/A-18C | F/A-18D | F/A-18E | F/A-18F |

### F-18A/B
је једносед, док је F-18A/B двосед. Простор за друго седиште је обезбеђен премештањем дела опреме и смањењем резервоара горива за 6 процената горива. Двосед је потпуно борбено способан, а првенствено се користи за обуку пилота.
Радар Хјуз AN/APG-65 (енгл. Hughes AN/APG-65) је замењен радаром Хјуз АН/АПГ-73, 1992. године. Који поседује далеко боље перформансе, од свог претходника. Варијанте „A“, које су опремљене новим радаром, носе ознаку .

### F-18C/D
је једносед, а F/A-18D је двосед. Варијанта „D“ може бити за обуку пилота, или као борбени авион који делује у свим временским условима. Код таквог, борбеног двоседа, на задњем сједишту се налази руковалац оружјем и сензорима. Примарни корисник варијанте „D“ је морнарица, која га користи како за ноћне нападе, тако и за блиску подршку копненим снагама.
F/A-18C/D варијанте, су настали унапређивањем Хорнета током 1987. године, које је укључивало: радар, опрему, и интеграцију нових ракета, ваздух-ваздух AIM-120 AMRAAM, ваздух-земља AGM-65 маверик и ваздух-море AGM-84 харпун.
Остала унапређења укључују нова Избацива седишта Мартин-Бакер, синтетичке додатке радару за осматрање надоле, пилоту омогућава да лоцира циљеве и при слабој видљивости. „C“ и „D“ варијанте испоручиване од 1989. године, такође су укључивале побољшања борбених способности ноћу, Хјузов топлотни навигатор AN/AAR-50, Лорал AN/AAS-38 NITE хавк (енгл. Loral AN/AAS-38 NITE Hawk FLIR) инфрацрвени систем нишањења као и два приказивача у боји.
Варијанта „D“, у 48 примерака, је оспособљена за управљање топом помоћу оптоелектронског сензора. Ти авиони носе ознаку .
Почетком 1992. године, „хорнети“ су добили моторе F404-GE-402, који дају 10 процената више максималног статичког потиска и као такви постали су стандардни за „хорнете“. Од 1993. године, систем AAS-38A NITE хавк је добио ласер великог домета, омогућавајући му да сам означава циљеве, касније је варијанти AAS-38B додата могућност да се нападају циљеви које означавају ласери других летелица.

### F-18E/F супер хорнет
Једносед је F/A-18Е и двосед F/A-18E/F, носи име и пројектни концепт основног F/A-18, али са радикалном изменом. Супер хорнет има долет већи за 25 процената, већу носивост, моћније двопроточне турбомлазне моторе Џенерал електрик F414, који су базирани на F404 из основног Хорнета, и унапређене системе опреме. Ова летелица се тренутно налази у производњи, а очекује се реализација броја примерака, довољна за 22 ескадриле.
Варијанта EA-18G гловер (енгл. EA-18G Growler) је опремљена за електронско ратовање, и представља модификовани F-18F, који је уведен у производњу 2007. године. Гловер ће заменити морнарички EA-6B провлер (енгл. EA-6B Prowler).

### F-18/ друге САД варијанте
RF-18
Овај назив носи извиђачка летелица, која је настала од верзије F/A-18A. Први од два прототипа, полетео је у фебруару 1984. године, али та варијанта није ушла у серијску производњу.
TF-18А
Двосед, служио је за обуку пилота, касније је преименован у F/A-18B.
Варијанта двоседа извиђача за Амерички марински корпус. F-18D(CR), намењен је да замени RF-4B фантом || извиђач. Никад није реализован у производњи.
F-18 HARV
F/A HARV-18 је једносед којег је НАСА преуредила у циљу својих истраживања. Програм је трајао од априла 1987. до септембра 1996. године.
X-53 актив аероеластик винг
Настао од F/A-18, кога је НАСА преуредила, да би демонстрирала активну аероеластичну технологију крила, у децембру 2006. године.

### F-18/ извозне варијанте
(А)F/A-18А/B
- (А)F/A-18А, једносед, за Краљевско аустралијско ваздухопловство.
- (А)F/A-18B, двосед, за обучавање у Краљевском аустралијском ваздухопловству.[3]

CF-18 Хорнет
- CF-18А, једносед намењен Канадском ваздухопловству, које их је означило CF-188А хорнет.
- CF-188B, двосед, за обучавање пилота намењен Канадском Ваздухопловству, које их је означило као CF-188B хорнет.[3]

EF-18 хорнет
- EF-18A, једносед, намењен Шпанском ваздухопловству, које их означава као C.15.
- EF-18B, двосед, за обучавање пилота у Шпанском ваздухопловству, које их означава као .[3]

KAF-18 хорнет
- KAF-18C, једносед намењен Кувајтским Ваздушним снагама.[31]
- KAF-18D, двосед, за обучавање пилота у Кувајтском Ваздухопловству.[31]

F-18C/D хорнет, Фински
- Намењени Финским Ваздушним снагама. Првих 7 примерака варијанте „D“ је склопио Макдонел Даглас, док је преосталих 57 једноседа склопио фински произвођач војне опреме, Патриа.[48]

F-18C/D хорнет
- Намењени Швајцарском ваздухопловству.[49]

## Корисници
- Аустралија - 55 F/A-18A и 16 F/A-18B у оперативној употреби 2008. године.[50]
- Канада - 138 CF-18 хорнет[51]
- Кувајт} - 28 F/A-18C и 7 F/A-18D у оперативној употреби у новембру 2008. године.[50]
- Малезија - 8 F/A-18D у оперативној употреби у новембру 2008. године.[50]
- Финска - 55 F-18C и 7 F-18D у употреби у 2015. години.[52]
- Шпанија - 30 EF-18А+[53][54]
- Швајцарска- 28 F/A-18C и 5 F/A-18D у оперативној употреби у октобру 2015. године.[55]
- САД - 314 F/A-18A/B/C/D хорнета у оперативној употреби 2015. године.[56]
- Истраживачки центар за испитивање авиона у лету, који припада институцији NASA, поседује четири F/A-18.

## Карактеристике
| Параметри | Подаци | Подаци                                                                                          |
| Параметри | F/A-18C/D хорнет | F/A-18E/F супер хорнет                                                                          |
| --- | --- | ----------------------------------------------------------------------------------------------- |
| Дужина: | 17,07 m | 18,32 m                                                                                         |
| Размах крила: | - 11,43 m | - 13,63 m - 9,32 m (склопљена)                                                                  |
| Висина: | 4,66 m | 4,88 m                                                                                          |
| Површина: | 37,16 m² | 46,45 m²                                                                                        |
| Аеропрофили: | NACA 65A005 (корен крила); 65A003.5 (врх крила)                                                                                   | NACA 65A005 (корен крила); 65A003.5 (врх крила)                                                 |
| Специфично оптерећење крила | - минимално: 281 kg/m² - номинално: 453 kg/m² - максимално : 684 kg/m²                                                            | - минимално: 298 kg/m² - номинално: 459 kg/m² - максимално: 644 kg/m²                           |
| Маса празног: | 10.455 kg | 13.864 kg                                                                                       |
| Номинална маса: | 16.850 kg | 21.320 kg                                                                                       |
| Максимална маса: | 25.401 kg | 29.937 kg                                                                                       |
| Максимално гориво: | 5.126 kg | - E -варијанта: 6.532 kg - F -варијанта: 6.145 kg                                               |
| Оптимална брзина: | 1.915 km/h (М = 1,8) | 1.915 km/h (М = 1,8)                                                                            |
| Плафон лета: | 15.240 m | 15.240 m                                                                                        |
| Успон: | 15.240 m/min | —                                                                                               |
| Радијус дејства ♦: | - 537 km - око 900 km (пресретач)                                                                                                 | - 720 km - 760 km (Носи; 2 × AIM-9 + 2 × AIM-120) - 1.065 km (пресретач)                        |
| Долет: | - 2.000 km (унутрашње гориво) - 2.845 km (3 спољна резервоара, по 1.250 lit)                                                      | - 2.345 km (унутрашње гориво) - 3.055 km (3 спољна резервоара, по 1.800 lit)                    |
| Аутономија лета ♣: | 1 h 45 min 2 | 2 h 15 min 2                                                                                    |
| Посада: | - C -варијанта: Пилот - D -варијанта: Пилот + оператор                                                                            | - E -варијанта: Пилот - F -варијанта: Пилот + оператор                                          |
| Максим. маса оружја: | 7.711 kg | 8.030 kg                                                                                        |
| Погон: | два двопроточна турбомлазна мотора Џенерал електрик F404-GE-402                                                                   | два двопроточна турбомлазна мотора Џенерал електрик F414-GE-400                                 |
| Потисак ♥: | - СДС: 2 × 79,0 kN - БДС: 2 × 53,3 kN                                                                                             | - СДС: 2 × 97,86 kN - БДС: 2 × 63,47 kN                                                         |
| Потисак / маса авиона: | - максимум: 1,55 - номинално: 0,96 - минимум: 0,64                                                                                | - максимум: 1,44 - номинално: 0,94 - минимум: 0,67                                              |
| Јединична цена ♠: | 29 милиона USA $ | 57 милиона USA $                                                                                |
| — ЛЕГЕНДА - ♦ Ниско-Високо-Високо-Ниско-профил са 4 × GBU-31 + 2 × AIM-9 + 2 × Додатна резервоара од по 1.800 lit - ♣ Ваздушна безбедност; 280 km носи; 6 × AIM-120 + 3 Додатна резервоара од по 1.800 lit - ♥ СДС = са допунским сагоревањем; БДС = без допунског сагоревања - ♠ + Фиксни трошкови развоја | |                                                                                                 |
| Наоружање | |                                                                                                 |
| Топ: | M61 Вулкан, 1× 20 mm, 578 граната                                                                                                 | M61 вулкан, 1× 20 mm, 578 граната                                                               |
| Ракете ваздух - ваздух: | - AIM-9 сајдвиндер - AIM-123 АСРААМ - AIM-7 спероу - IRIS-T                                                                       | - AIM-9 сајдвиндер - AIM-7 sперов - AIM-120 АМРААМ                                              |
| Ракете ваздух - земља: | - AGM-45 шрајк - AGM-65 маверик - AGM-88 HARM - SLAM-ER - JSOW - Таурус крстарећа ракета                                          | - АГМ-88 ХАРМ - SLAM-ER - JSOW                                                                  |
| Ракете ваздух - брод: | - AGM-84 харпун | - AGM-84 харпун                                                                                 |
| Бомбе | - CBU-87 кластер - CBU-89 гетор мина - CBU-97 CEM - Павевај - JDAM - Mk 80 серија - Нуклеарна бомба - Mk 20 роки II кластер, мина | - CBU-87 кластер - AGM-154 - Павевај - JDAM - Mk 80 серија - Mk 20 роки II, и CBU касетне бомбе |
| Авионска опрема | |                                                                                                 |
| Радар: | - Хјуз APG-73 | - Рајтеон APG-73                                                                                |
| Радарско упозорење: | - AN/ALR-67 | - AN/ALR-67(V)2 - AN/ALR-67(V)3                                                                 |
| Противракетно упозорење: | - AN/AAR-57 | - AN/AAR-38                                                                                     |
| Пасивна заштита: | - AN/ALE-39 | - AN/ALE-50                                                                                     |
| Активни ометачи: | - AN/ALQ-126B - AN/ALQ-167 | - AN/ALQ-165 - AN/ALQ-214 - AN/ALE-50                                                           |

| Средства                | F/A-18A/B хорнет | F/A-18A/B хорнет | F/A-18A/B хорнет | F/A-18A/B хорнет | F/A-18A/B хорнет | F/A-18A/B хорнет | F/A-18A/B хорнет | F/A-18A/B хорнет | F/A-18A/B хорнет | F/A-18C/D хорнет | F/A-18C/D хорнет | F/A-18C/D хорнет | F/A-18C/D хорнет | F/A-18C/D хорнет | F/A-18C/D хорнет | F/A-18C/D хорнет | F/A-18C/D хорнет | F/A-18C/D хорнет | F/A-18E/F супер хорнет | F/A-18E/F супер хорнет | F/A-18E/F супер хорнет | F/A-18E/F супер хорнет | F/A-18E/F супер хорнет | F/A-18E/F супер хорнет | F/A-18E/F супер хорнет | F/A-18E/F супер хорнет | F/A-18E/F супер хорнет | F/A-18E/F супер хорнет | F/A-18E/F супер хорнет |
| ----------------------- | ---------------- | ---------------- | ---------------- | ---------------- | ---------------- | ---------------- | ---------------- | ---------------- | ---------------- | ---------------- | ---------------- | ---------------- | ---------------- | ---------------- | ---------------- | ---------------- | ---------------- | ---------------- | ---------------------- | ---------------------- | ---------------------- | ---------------------- | ---------------------- | ---------------------- | ---------------------- | ---------------------- | ---------------------- | ---------------------- | ---------------------- |
| Средства                |                  |                  |                  |                  |                  |                  |                  |                  | 180п             |                  |                  |                  |                  |                  |                  |                  |                  |                  |                        |                        |                        |                        |                        |                        |                        |                        |                        |                        |                        |
| № места                 | 1                | 2                | 3                | 4                | 5                | 6                | 7                | 8                | 9                | 1                | 2                | 3                | 4                | 5                | 6                | 7                | 8                | 9                | 1                      | 1,5                    | 2                      | 3                      | 4                      | 5                      | 6                      | 7                      | 8                      | 8,5                    | 9                      |
| AIM-9 сајдвиндер        | ♥                | ♥♥               | ♥♥               |                  |                  |                  | ♥♥               | ♥♥               | ♥                | ♥                | ♥♥               | ♥♥               |                  |                  | ♥♥               | ♥♥               | ♥                |                  | ♥                      | ♥                      | ♥♥                     | ♥♥                     |                        |                        |                        | ♥♥                     | ♥♥                     | ♥                      | ♥                      |
| AIM-7 спероу            | ♥                | ♥                | ♥                |                  | ♥                | ♥                | ♥                |                  |                  | ♥                | ♥                | ♥                |                  | ♥                | ♥                | ♥                |                  |                  | ♥                      | ♥                      | ♥                      | ♥                      |                        | ♥                      | ♥                      | ♥                      | ♥                      |                        |                        |
| AIM-120 AMRAAM          |                  |                  |                  |                  |                  |                  |                  |                  |                  |                  | ♥♥               | ♥♥               | ♥                |                  | ♥                | ♥♥               | ♥♥               |                  |                        | ♥                      | ♥♥                     | ♥♥                     | ♥                      |                        | ♥                      | ♥♥                     | ♥♥                     | ♥                      |                        |
| AGM-65 маверик          |                  |                  |                  |                  |                  |                  |                  |                  |                  |                  | ♥                | ♥                |                  |                  |                  | ♥                | ♥                |                  |                        | ♥                      | ♥                      | ♥                      |                        |                        |                        | ♥                      | ♥                      | ♥                      |                        |
| AGM-84 харпун           |                  |                  |                  |                  |                  |                  |                  |                  |                  |                  | ♥                | ♥                |                  |                  |                  | ♥                | ♥                |                  |                        |                        | ♥                      | ♥                      |                        |                        |                        | ♥                      | ♥                      |                        |                        |
| AGM-84H SLAM-ER         |                  |                  |                  |                  |                  |                  |                  |                  |                  |                  |                  | ♥                |                  |                  |                  | ♥                |                  |                  |                        |                        | ♥                      | ♥                      |                        |                        |                        | ♥                      | ♥                      |                        |                        |
| AGM-88 HARM             |                  | ♥                | ♥                |                  |                  |                  | ♥                | ♥                |                  |                  | ♥                | ♥                |                  |                  |                  | ♥                | ♥                |                  |                        | ♥                      | ♥                      | ♥                      |                        |                        |                        | ♥                      | ♥                      | ♥                      |                        |
| AGM-154 JSOW            |                  |                  |                  |                  |                  |                  |                  |                  |                  |                  | ♥                | ♥                |                  |                  |                  | ♥                | ♥                |                  |                        |                        | ♥                      | ♥                      |                        |                        |                        | ♥                      | ♥                      |                        |                        |
| AGM-158 JASSM           |                  |                  |                  |                  |                  |                  |                  |                  |                  |                  |                  |                  |                  |                  |                  |                  |                  |                  |                        |                        | ♥                      | ♥                      |                        |                        |                        | ♥                      | ♥                      |                        |                        |
| Mark 82/83              |                  | ♥♥               | ♥♥               |                  | ♥                |                  | ♥♥               | ♥♥               |                  |                  | ♥♥               | ♥♥               |                  | ♥                |                  | ♥♥               | ♥♥               |                  |                        | ♥                      | ♥♥                     | ♥♥                     |                        | ♥                      |                        | ♥♥                     | ♥♥                     | ♥                      |                        |
| GBU-10/12/16            |                  |                  |                  |                  |                  |                  |                  |                  |                  |                  | ♥♥               | ♥♥               |                  |                  |                  | ♥♥               | ♥♥               |                  |                        | ♥                      | ♥♥                     | ♥♥                     |                        | ♥                      |                        | ♥♥                     | ♥♥                     | ♥                      |                        |
| GBU-24                  |                  |                  |                  |                  |                  |                  |                  |                  |                  |                  |                  | ♥                |                  |                  |                  | ♥                |                  |                  |                        |                        | ♥                      | ♥                      |                        |                        |                        | ♥                      | ♥                      |                        |                        |
| GBU-31/32/38 JDAM       |                  |                  |                  |                  |                  |                  |                  |                  |                  |                  | ♥                | ♥                |                  |                  |                  | ♥                | ♥                |                  |                        |                        | ♥                      | ♥                      |                        |                        |                        | ♥                      | ♥                      |                        |                        |
| Резерв. горива          |                  |                  | ♥                |                  | ♥                |                  | ♥                |                  |                  |                  |                  | ♥                |                  | ♥                |                  | ♥                |                  |                  |                        |                        | ♥                      | ♥                      |                        | ♥                      |                        | ♥                      | ♥                      |                        |                        |
| Давање гориво у ваздуху |                  |                  |                  |                  |                  |                  |                  |                  |                  |                  |                  |                  |                  |                  |                  |                  |                  |                  |                        |                        |                        |                        |                        | ♥                      |                        |                        |                        |                        |                        |

## Медија
- НАСА испитивање допуњавања горива у лету између два F/A-18А.
- Испитивање флатера у лету
 авиона -18 хорнет.